# Jacqueline Bouchard
Pour les articles homonymes, voir Bouchard.
Jacqueline Bouchard est une costumière française.

## Biographie
Jacqueline Bouchard étudie l'anglais et l'histoire de l'art à l'École du Louvre à Paris.
Elle rencontre un jour un cinéaste qui l'oriente vers une société de production de publicités qui l’embauche en tant que styliste. Elle travaille sur des publicités pour des marques telles que Kodak et Lee Cooper avec sa sœur Catherine, créatrice de costumes. Elle a alors pour mentor Jean-Paul Goude.
Elle travaille en tant que styliste dans la publicité pendant 12 ans et rencontre le cinéaste Claude Miller qui l'embauche comme costumière sur son film L'Effrontée avec Charlotte Gainsbourg sorti en 1985. Pour son travail sur ce film, elle est nommée au César des meilleurs costumes en 1986. Elle travaillera sur 10 films de Claude Miller dont Un secret, pour lequel elle est à nouveau nommée pour le César des meilleurs costumes en 2008. Elle collabore également avec lui pour son dernier film, Thérèse Desqueyroux et remporte le prix des meilleurs costumes au TheWIFTS Foundation International Visionary Awards en 2012 et est nommée au prix des meilleurs costumes du festival CinEuphoria.

## Filmographie
- 1985 : L'Effrontée de Claude Miller
- 1988 : La Petite Voleuse de Claude Miller
- 1991 : Merci la vie de Bertrand Blier
- 1992 : L'Accompagnatrice de Claude Miller
- 1993 : Un, deux, trois, soleil de Bertrand Blier
- 1994 : Le Sourire de Claude Miller
- 1994 : Consentement mutuel de Bernard Stora
- 1995 : Les Milles de Sébastien Grall
- 1998 : Michael Kael contre la World News Company de Christophe Smith
- 1998 : Mille bornes de Alain Beigel
- 1998 : La Classe de neige de Claude Miller
- 1998 : Le Dîner de cons de Francis Veber
- 1998 : Le Poulpe de Guillaume Nicloux
- 1998 : La Mère Christain  de Myriam Boyer
- 1999 : Le Schpountz de Gérard Oury
- 2000 : Les Acteurs de Bertrand Blier
- 2000 : Épouse-moi de Harriet Marin
- 2000 : La Chambre des magiciennes de Claude Miller
- 2000 : Un dérangement considérable de Bernard Stora
- 2001 : À la folie... pas du tout de Lætitia Colombani
- 2001 : Ma femme est une actrice de Yvan Attal
- 2001 : Betty Fisher et autres histoires de Claude Miller
- 2001 : Mon père, il m'a sauvé la vie de José Giovanni
- 2001 : Le Placard de Francis Veber
- 2002 : Ah ! si j'étais riche de Michel Munz et Gérard Bitton
- 2003 : Clémence de Pascal Chaumeil
- 2003 : Tais-toi ! de Francis Veber
- 2003 : La Petite Lili de Claude Miller
- 2003 : Bienvenue chez les Rozes de Francis Palluau
- 2004 : Ils se marièrent et eurent beaucoup d'enfants de Yvan Attal
- 2005 : Le Cactus de Michel Munz et Gérard Bitton
- 2005 : L'un reste, l'autre part de Claude Berri
- 2005 : Je préfère qu'on reste amis... de Éric Toledano et Olivier Nakache
- 2006 : Danse avec lui de Valérie Guignabodet
- 2006 : Camping de Fabien Onteniente
- 2006 : La Doublure de Francis Veber
- 2007 : Détrompez-vous de Bruno Dega et Jeanne Le Guillou
- 2007 : Un secret de Claude Miller
- 2008 : Quelque chose à te dire de Cécile Telerman
- 2008 : L'Emmerdeur de Francis Veber
- 2008 : La Très Très Grande Entreprise de Pierre Jolivet
- 2008 : Mes amis, mes amours de Lorraine Lévy
- 2008 : Il y a longtemps que je t'aime de Philippe Claudel
- 2009 : Trésor de Claude Berri et François Dupeyron
- 2009 : RTT de Frédéric Berthe
- 2010 : Tête de turc de Pascal Elbé
- 2010 : Le Bruit des glaçons de Bertrand Blier
- 2010 : Camping 2 de Fabien Onteniente
- 2011 : Thérèse Desqueyroux de Claude Miller
- 2012 : Turf de Fabien Onteniente
- 2012 : Maman de Alexandra Leclère
- 2014 : My Old Lady de Israël Horovitz
- 2014 : House of Time de Jonathan Helpert
- 2015 : Le Grand Partage de Alexandra Leclère
- 2015 : Une mère de Christine Carrière

## Distinction et nominations

### Récompense
- 2012 : TheWIFTS Foundation International Visionary Awards : meilleurs costumes pour Thérèse Desqueyroux de Claude Miller[4],[5]

### Nominations
- 1986 : César des meilleurs costumes pour L'Effrontée de Claude Miller[2]
- 2008 : César des meilleurs costumes pour Un secret de Claude Miller[2]
- 2014 : CinEuphoria Awards des meilleurs costumes pour Thérèse Desqueyroux de Claude Miller[3]